# Francis A. Schaeffer
Francis August Schaeffer, född 1912, död 1984, var en amerikansk teolog, apologet och pastor. 
Schaeffer var 1938 den förste studenten som tog examen vid Faith Theological Seminary och den förste pastorn som ordinerades inom Bible Presbyterian Church.
Han är mest känd för sitt försvar av traditionell protestantisk tro genom analys av de förutsättningar som ligger bakom varje livsåskådning. Han startade tillsammans med sin hustru, Edith Schaeffer, centret L'Abri (franska för "skydd") i Schweiz 1955.
Hans viktigaste 22 böcker är samlade i fem band i verket Complete Works. Huvudtankarna i hans apologetik finns i de tre första böckerna, som gavs ut 1990 som Francis A. Schaeffer Trilogy. Den består av:
- The God who is there (1968)
- Escape from reason (1968)
- He is there and he is not silent (1972)

Hans böcker är översatta till 25 språk och har sålts i 3 miljoner exemplar.

## Böcker översatta till svenska
- På flykt från förnuftet, EFS-förlaget, 1969 (Escape from Reason, 1968).
- Den kristnes kännetecken, Gospel, 1973 (The Mark of the Christian, 1970).
- Den Gud som finns till, Interskrift, 1976 (The God Who Is There, 1968).
- Grundläggande bibelstudier, Norman, 1979 (Basic Bible Studies, 1972).
- Francis A. Schaeffer och C. Everett Koop, Människa – vad är du värd? Libris, 1981 (Whatever Happened to the Human Race? 1979).
- Tid för motstånd, EFS-förlaget, 1984 (A Christian Manifesto, 1981).

## För vidare läsning
- Duriez, Colin, Francis Schaeffer: An Authentic Life, Crossway Books, Wheaton, 2008.
- Follis, Bryan A., Truth With Love: Apologetics of Francis Schaeffer, Crossway Books, Wheaton, 2006.
- Hankins, Barry, Francis Schaeffer And the Shaping of Evangelical America, Wm. B. Eerdmans Publishing Co., Grand Rapids, 2008.
- Ruegsegger, Ronald W. (ed) Reflections on Francis Schaeffer, Zondervan, Grand Rapids, 1986.